# Violet Bland

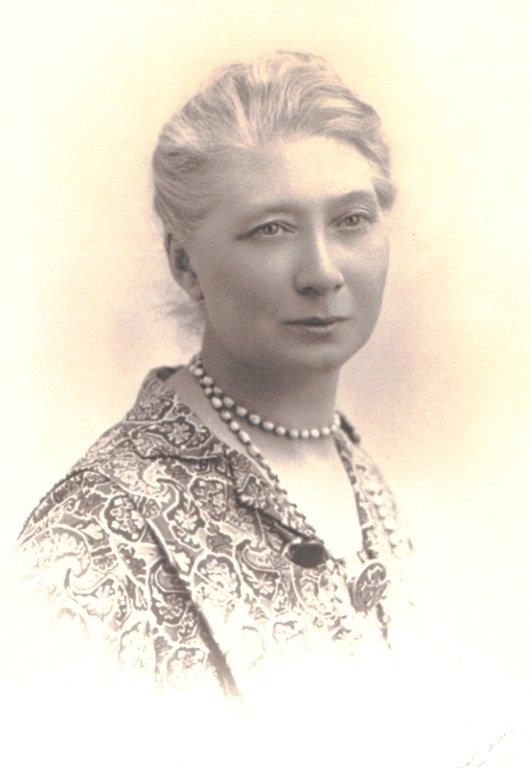
Violet Ann Bland, ca. 1912

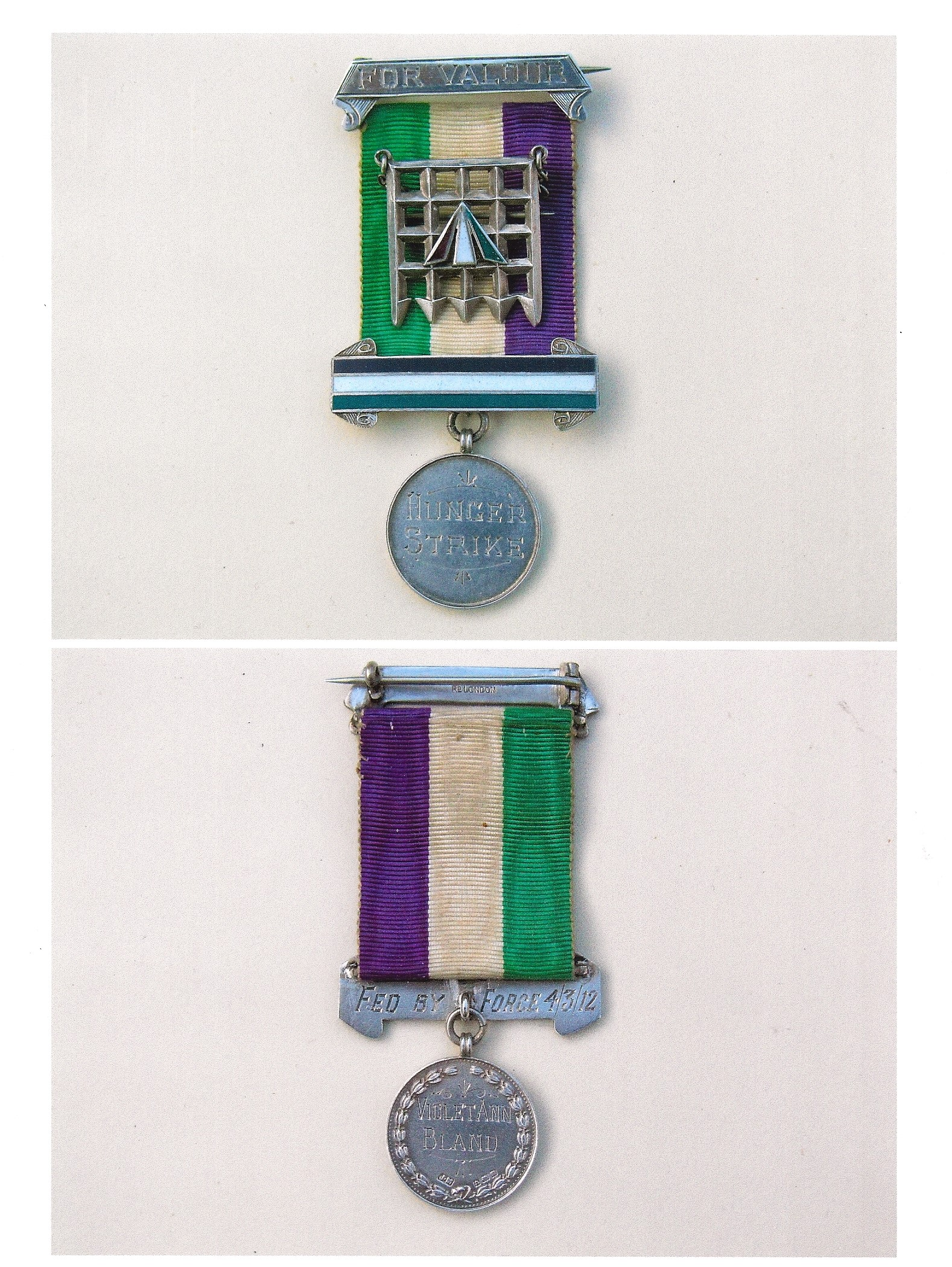
„Hungerstreikmedaille“ der WSPU für Bland (Vorderseite: „For Valour. Hunger Strike.“; Rückseite: „Fed by force 4/3/12. Violet Ann Bland“)

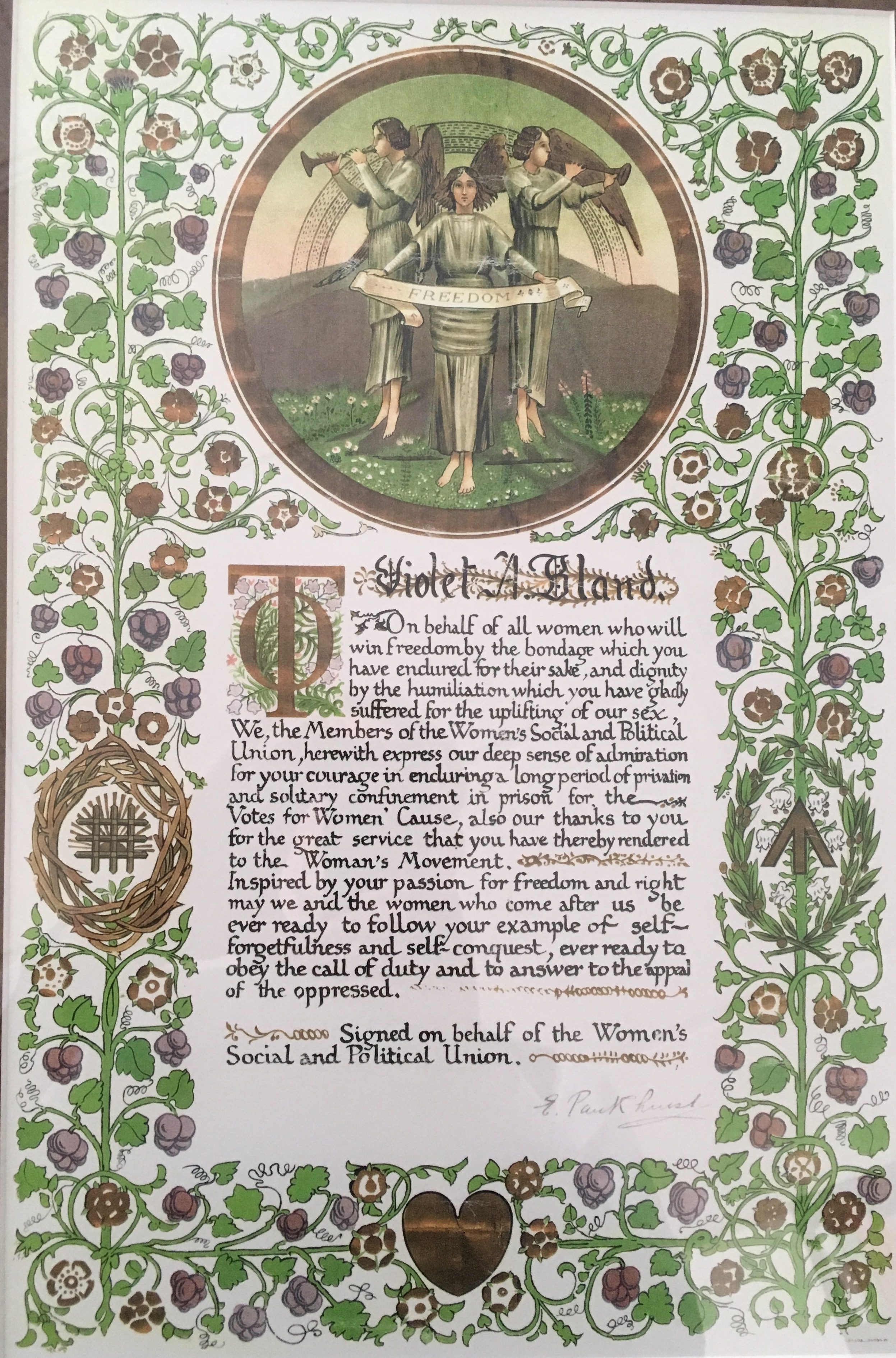
Empfehlungsschreiben für Bland von Emmeline Pankhurst im Namen der WSPU

Violet Ann Bland (* 17. Dezember 1863 in Bayston Hill, Shropshire; † 21. März 1940 in Tooting, London Borough of Wandsworth) war eine englisch-britische Hotelbesitzerin und Suffragette.

## Leben
Bland wurde als ältestes von neun Kindern des Eisenbahnmonteurs William Henry Bland und seiner Frau Violet geboren. Nach der Schule wurde sie Küchenmädchen in Dudmaston Hall, in der Nähe von Bridgnorth.
Zehn Jahre später bot sie in Cirencester eine „möblierte Unterkunft mit guter Küche“ an, zunächst in einem bescheidenen Haus und dann in Gloucester House, einem großen Anwesen im Queen-Anne-Stil in der Dyer Street. Sie erwarb drei neue Häuser, von denen sie zwei vermietete. Bis 1905 leitete sie ein Ladies College of Domestic Science in Henley Grove, Bristol, einer Villa im Park mit fünfzehn Schlafzimmern, wo sie Kurse in hygienischer Küche, Lebensmittelkunde und Gymnastik anbot. Bis 1906 hatte sie Henley Grove in ein Hotel umgewandelt.
In Bristol engagierte sich Bland in der Women’s Social and Political Union (WSPU). Zu ihren Gästen im Henley Grove gehörten die prominenten Suffragetten Annie Kenney, Lettice Floyd, Elsie Howey, Mary Phillips, Vera Wentworth, Mary Blathwayt und Mary Sophia Allen. Im August 1909 veranstaltete sie einen Spendenempfang zu Ehren der hungerstreikenden Suffragetten Lillian Dove-Wilcox und Mary Sophia Allen.
Im August 1910 verkaufte Bland ihr Haus und zog nach London, wo sie in den nächsten 25 Jahren ein Gästehaus in der Old Burlington Street 22 betrieb. Sie war eine von 120 Frauen, die 1910 bei einer Demonstration vor dem Unterhaus am sogenannten „Schwarzen Freitag“ verhaftet wurden.
Bei einer weiteren Demonstration im Jahr 1912 wurde sie verhaftet, weil sie einen Stein durch die Fenster der Commercial Cable Company in der Northumberland Avenue geworfen hatte, und zu vier Monaten Gefängnis verurteilt. Nachdem sie das Gefängnisessen in His Majesty's Prison Aylesbury verweigert hatte, wurde Bland zwangsernährt. Über diese Erfahrung berichtete sie neben in Votes for Women. In Folge wurde sie mit der sogenannten „Hungerstreik-Medaille“ der WSPU ausgezeichnet.
Im Jahr 1915 nahm die inzwischen 52-jährige, unverheiratete Bland die fünf zu Waisen gewordenen Kinder ihrer Schwester bei sich auf. Das älteste, Richard, war der Großvater der Wirtschaftswissenschaftler Eamonn Butler und Stuart Butler.